# River Rhaeadr
Der River Rhaeadr (walis. Afon Rhaeadr) ist ein in Wales gelegener Fluss.
Der River Rhaeadr befindet sich in der Unitary Authority Powys im Grenzbereich von Mittel- und Nordwales. Der Fluss Afon Disgynfa stürzt nahe dem Dorf Llanrhaeadr-ym-Mochnant über den Pistyll Rhaeadr, den höchsten Wasserfall von Wales, 73 m in die Tiefe. Ab hier beginnt der River Rhaeadr, bis er südwestlich von Oswestry in den Afon Tanat einmündet.